# Isola di Ariano
L'isola di Ariano è un territorio di origine alluvionale pianeggiante, quasi a livello del mare, difeso da imponenti opere di arginatura, all'estremità sud/est della Regione Veneto. L'isola è delimitata dai rami del Po di Goro a sud/ovest, dal Po di Venezia a nord e dal Po di Gnocca a sud/est. Un piccolo tratto ad est, tra le foci del Po di Goro e di Gnocca è sul Mare Adriatico. La superficie complessiva attuale supera i 178 km quadrati. La cartina rappresenta tra l'altro l'isola prima del Taglio di Porto Viro del 1600, la cui superficie allora era poco più di 36 km quadrati.
Il territorio fa parte del Delta del Po. Esso comprende interamente i Comuni di Ariano nel Polesine, Corbola e Taglio di Po, in Provincia di Rovigo.
La parte sud/ovest, lunga circa 45 km si estende per tutta la lunghezza del Po di Goro, il quale è anche confine tra le Regioni Veneto ed Emilia-Romagna.
Dal punto di vista idrogeologico sono presenti e ancora visibili dei paleo alvei, antichi alvei del fiume Po abbandonati, inglobati nei fertili terreni circostanti. A testimonianza della giovinezza del territorio i terreni sono torbosi e diventano più sabbiosi man mano che ci si avvicina al mare. Sono ancora visibili, sopravvissute a dissennate attività di cava, alcune dune fossili, testimoni dell'antico confine col mare, formatesi più di 2.000 anni fa.

## Alluvioni
Sino alla costruzione delle grandi arginature nel XX secolo l'isola è sempre stata soggetta ad alluvioni sin dai tempi antichi.
L'isola di Ariano non è stata coinvolta nell'alluvione del 1951; ha tuttavia subito negli anni successivi due alluvioni, entrambe dovute alla rottura dell'argine sul Po di Goro:
- il 20 giugno 1957, la rotta in località Ca' Vendramin allagò circa 7.700 ettari;
- il 2 novembre 1960, la rotta in località Rivà allagò circa 800 ettari.